# イェニエル・カノ
- ヤニエル・カノ
- ヤンニエル・カノ
- イェンニエル・カノ
- ジャニエル・カノ
- ジャンニエル・カノ
- ジャニーエル・カノー

イェニエル・カノ・バネス（Yennier Cano Banes, 1994年3月9日 - ）は、キューバのシエゴ・デ・アビラ州シエゴ・デ・アビラ出身のプロ野球選手（投手）。右投右打。MLBのボルチモア・オリオールズ所属。

## 経歴

### キューバ時代
2013年から2016年にかけてキューバ国内リーグであるセリエ・ナシオナル・デ・ベイスボルのティグレス・デ・シエゴ・デ・アビラでプレーし、キューバ・ナショナル・シリーズに出場した経験を持つ。
2015年11月には第1回WBSCプレミア12のキューバ代表に選出された。

### プロ入りとツインズ時代
2019年6月に国際フリーエージェントとしてミネソタ・ツインズと契約を交わしたことが発表された。契約後、傘下のルーキー級ガルフ・コーストリーグ・ツインズでプロデビュー。A+級フォートマイヤーズ・ミラクルでもプレーし、2球団合計で10試合に登板して防御率4.20、15奪三振を記録した。
2020年はCOVID-19の影響でマイナーリーグのシーズンが中止となり、公式戦への登板は無かった。
2021年はAA級ウィチタ・ウィンドサージとAAA級セントポール・セインツでプレーし、2球団合計で42試合（先発1試合）に登板して5勝3敗5セーブ、防御率3.23、86奪三振を記録した。
2022年は開幕をAAA級セントポールで迎えた。5月11日にメジャー契約を結んでアクティブ・ロースター入りし、同日のヒューストン・アストロズ戦でメジャーデビューを果たした。

### オリオールズ時代
2022年8月1日にホルヘ・ロペスとのトレードで、フアン・ヌニェス、フアン・ロハス、ケイド・ポビッチと共にボルチモア・オリオールズへ移籍した。移籍後は3試合に登板したが、防御率18.69という成績に終わった。
2023年は開幕をマイナーオプションにより傘下のAAA級ノーフォーク・タイズで迎えた。4月14日にメジャー昇格すると好投を続け、5月19日のトロント・ブルージェイズ戦で失点するまで21.2イニング連続無失点の記録を残した。7月2日に選手間投票で初となるオールスターに選出された。最終的に72試合に登板して1勝4敗8セーブにアメリカンリーグ最多となる31ホールド、防御率2.11、86奪三振を記録した。

## 詳細情報

### 年度別投手成績
| 年 度    | 球 団    | 登 板 | 先 発 | 完 投 | 完 封 | 無 四 球 | 勝 利 | 敗 戦 | セ 丨 ブ | ホ 丨 ル ド | 勝 率 | 打 者 | 投 球 回 | 被 安 打 | 被 本 塁 打 | 与 四 球 | 敬 遠 | 与 死 球 | 奪 三 振 | 暴 投 | ボ 丨 ク | 失 点 | 自 責 点 | 防 御 率 | W H I P |
| -------- | -------- | ----- | ----- | ----- | ----- | -------- | ----- | ----- | -------- | ----------- | ----- | ----- | -------- | -------- | ----------- | -------- | ----- | -------- | -------- | ----- | -------- | ----- | -------- | -------- | ------- |
| 2022     | MIN      | 10    | 0     | 0     | 0     | 0        | 1     | 0     | 0        | 0           | 1.000 | 70    | 13.2     | 17       | 3           | 11       | 0     | 1        | 14       | 2     | 0        | 14    | 14       | 9.22     | 2.05    |
| 2022     | BAL      | 3     | 0     | 0     | 0     | 0        | 0     | 1     | 0        | 0           | .000  | 27    | 4.1      | 9        | 0           | 5        | 0     | 0        | 7        | 0     | 0        | 9     | 9        | 18.69    | 3.23    |
| '22計    | BAL      | 13    | 0     | 0     | 0     | 0        | 1     | 1     | 0        | 0           | .500  | 97    | 18.0     | 26       | 3           | 16       | 0     | 1        | 21       | 2     | 0        | 23    | 23       | 11.50    | 2.33    |
| 2023     | BAL      | 72    | 0     | 0     | 0     | 0        | 1     | 4     | 8        | 31          | .200  | 283   | 72.2     | 60       | 4           | 13       | 2     | 3        | 65       | 2     | 1        | 19    | 17       | 2.11     | 1.00    |
| 2024     | BAL      | 70    | 0     | 0     | 0     | 0        | 4     | 3     | 5        | 34          | .571  | 249   | 60.0     | 54       | 6           | 24       | 1     | 1        | 65       | 0     | 1        | 24    | 21       | 3.15     | 1.30    |
| MLB：3年 | MLB：3年 | 155   | 0     | 0     | 0     | 0        | 6     | 8     | 13       | 65          | .429  | 629   | 150.2    | 140      | 13          | 53       | 3     | 5        | 151      | 4     | 2        | 66    | 61       | 3.64     | 1.28    |

- 2024年度シーズン終了時

### 年度別守備成績
| 年 度 | 球 団 | 投手（P） | 投手（P） | 投手（P） | 投手（P） | 投手（P） | 投手（P） |
| 年 度 | 球 団 | 試 合     | 刺 殺     | 補 殺     | 失 策     | 併 殺     | 守 備 率  |
| ----- | ----- | --------- | --------- | --------- | --------- | --------- | --------- |
| 2022  | MIN   | 10        | 0         | 2         | 0         | 0         | 1.000     |
| 2022  | BAL   | 3         | 2         | 1         | 0         | 0         | 1.000     |
| '22計 | BAL   | 13        | 2         | 3         | 0         | 0         | 1.000     |
| 2023  | BAL   | 72        | 5         | 20        | 0         | 1         | 1.000     |
| 2024  | BAL   | 70        | 6         | 9         | 0         | 1         | 1.000     |
| MLB   | MLB   | 155       | 13        | 32        | 0         | 1         | 1.000     |

- 2024年度シーズン終了時

### 記録
- MLBオールスターゲーム選出：1回（2023年）

### 背番号
- 99（2022年 - 同年7月31日）
- 78（2022年9月10日 - ）

### 代表歴
- 2015 WBSCプレミア12 キューバ代表